# Teunis Zaaijer

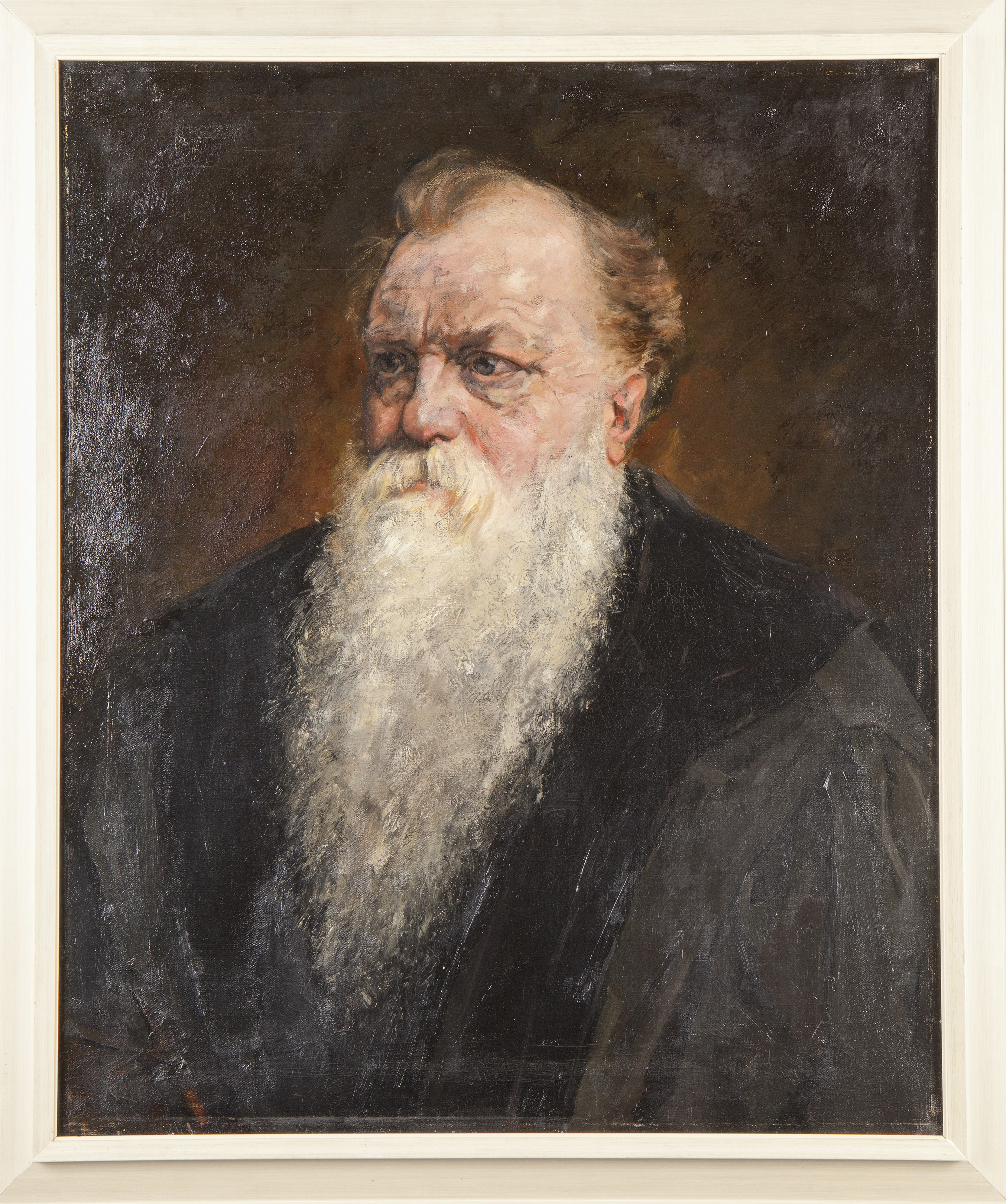
Teunis Zaaijer

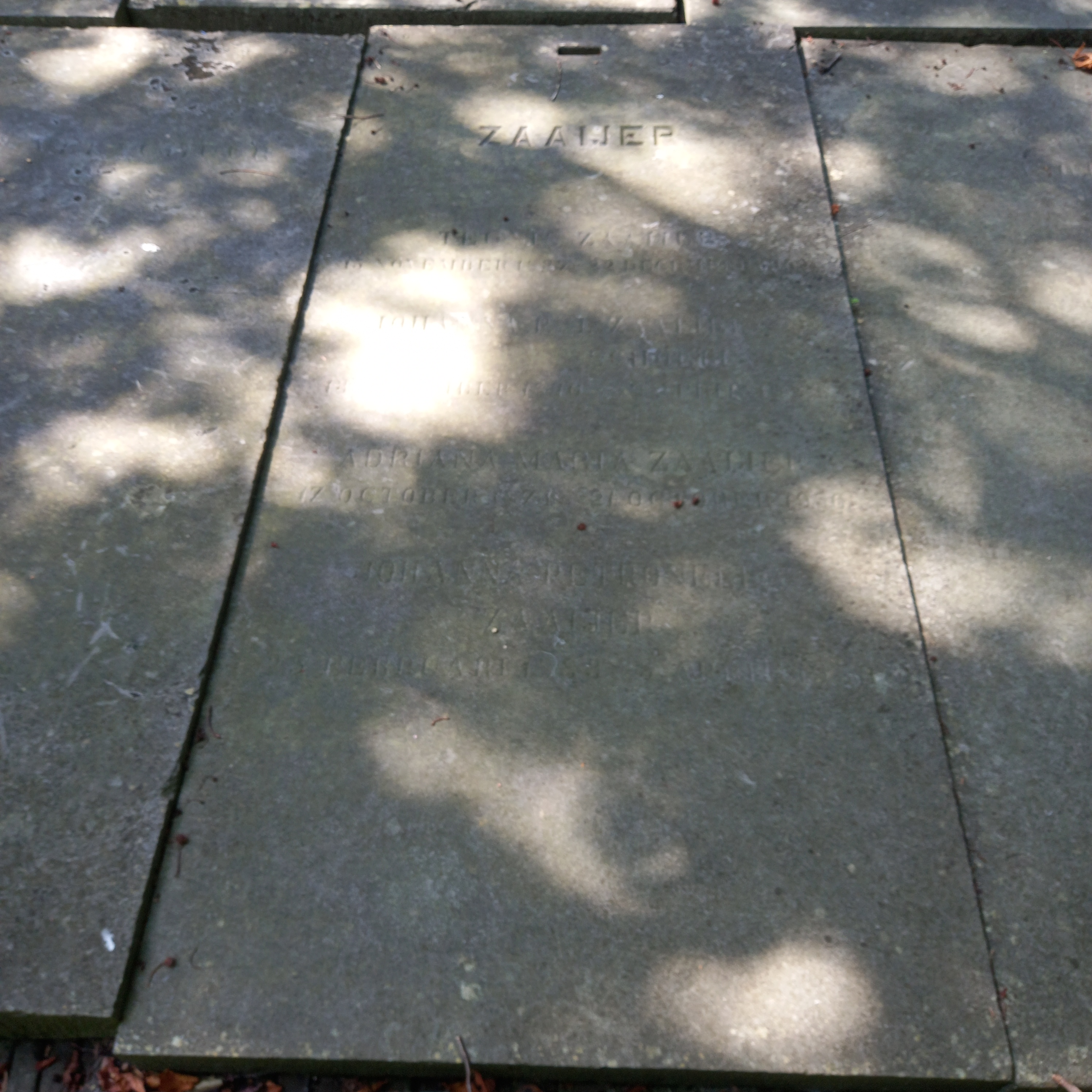
Das Grab von Teunis Zaaijer auf dem Friedhof Groenesteeg in Leiden

Teunis Zaaijer, auch: Teunis Zaayer, (* 15. November 1837 in Dirksland; † 23. Dezember 1902 in Leiden) war ein niederländischer Mediziner.

## Leben
Zaayer war der Sohn des Bürgermeisters Pieter Zaayer (* 31. Mai 1813 in Dirksland; † 2. Februar 1896 ebenda) und dessen Frau Jannetje Lodder (* 28. September 1814 in Ouddorp; † 22. März 1900 ebenda). Er hatte die Dorfschule seines Heimatortes besucht, dann das Internat Drimmelen und später in Geertruidenberg. Nachdem er eine Ausbildung als Geodät absolviert hatte, immatrikulierte er sich am 1. Oktober 1856 an der Universität Leiden, um ein Studium der Medizin zu absolvieren. Am 30. Mai 1862 promovierte er mit dem Thema Beschrijving van twee vrouwenbekkens uit den Oost-Indischen Archipel (frei Deutsch übersetzt: Beschreibung von zwei Frauenbecken aus dem Ost-Indischen Archipel) zum Doktor der Medizin. Am 10. September erwarb er den Doktorgrad der Frauenheilkunde (art. obst.) und am 9. Oktober den Doktor der Chirurgie. Hieraufhin begab er sich nach Berlin, wo er den Vorlesungen von Rudolf Virchow, Albrecht von Graefe, Bernhard von Langenbeck und Ludwig Traube verfolgte.
Im Januar 1863 musste er seine Studien abbrechen, da er zum zweiten Prosektor der Anatomie am anatomischen Kabinett in Leiden berufen wurde, welche Aufgabe er unter Hidde Halbertsma Justuszoon am 1. Februar antrat. Im Sommer 1864 absolvierte er eine weitere Bildungsreise. Diese führte ihn nach Wien, wo er Josef Hyrtl und Ernst Wilhelm von Brücke kennenlernte. Über Prag reiste er nach Leipzig zu Eduard Friedrich Weber, hatte Hermann Welcker in Halle (Saale) und Jacob Henle in Göttingen kennengelernt. Zurückgekehrt in seine Heimat erhielt er Angebote von der Universität Utrecht und der Universität Groningen, die er jedoch ablehnte. Da er Halbertsma lange Zeit vertreten hatte, ernannte man ihn nach dessen Tod am 20. Januar 1866 zum außerordentlichen Professor der Anatomie, welche Aufgabe er am 10. März 1866 mit der Antrittsrede Het gewicht eener doelmatige ontleedkundige techniek (frei Deutsch übersetzt: Das Gewicht einer wirksamen chirurgischen Technik) übernahm.
Am 30. Dezember 1870 wurde er ordentlicher Professor der Anatomie und der praktisch gerichtlichen Medizin. Als Leidener Hochschullehrer beteiligte er sich auch an den organisatorischen Aufgaben der Leidener Hochschule und war 1880/81 Rektor der Alma Mater. Diese Aufgabe legte er mit der Rede Geneeskunde en Maatschappij (frei Deutsch übersetzt: Medizin und Gesellschaft) nieder. Am 28. Februar 1888 wurde er von seiner Professur der gerichtlichen Medizin entbunden, die er am 13. Mai 1901 wieder übernahm. 1881 wurde er Mitglied des Gemeinderates in Leiden und Kurator des Gymnasiums in Leiden, deren Präsident er später war. Am 4. Mai 1874 nahm ihn die Königlich Niederländische Akademie der Wissenschaften in Amsterdam als Mitglied auf und er wurde im Augustus 1892 Ritter des Ordens vom niederländischen Löwen.

## Familie
Am 22. April 1870 heiratete er in Leiden Johanna Petronella Jacoba Scholten (* 13. November 1846; † 8. April 1928 ebenda), die Tochter des Theologieprofessors Johannes Henricus Scholten. Aus der Ehe stammen fünf Kinder. Von diesen kennt man:
- Pieter Zaaijer (* 16. Oktober 1871 in Leiden; † 16. Dezember 1872 ebenda)
- Adriana Maria Zaaijer (* 17. Oktober 1873 in Leiden; † 21. Oktober 1956 in Nijmegen)
- Johannes Henricus Zaaijer (* 29. Mai 1876 in Leiden; † 9. November 1932 in Leiden) wurde Professor der Medizin in Leiden, verh. am 20. September 1906 in Arnhem mit Christine Albertine Louise van Oordt (* 26. April 1883 in Valkenburg; † ?)
- Anna Christina Zaajier (* 25. Februar 1883 in Leiden; † 14. Januar 1965 in Den Haag) verh. 1. August 1907 in Leiden mit dem Mediziner Hendrik Karel de Haas (* 5. Januar 1873 in Rotterdam; † 29. August 1953 ebenda), Sohn des J. H. de Haas
- Johanna Petronella Zaaijer (* 25. Februar 1883 in Leiden; † 9. April 1959 in Den Haag, begr. in Leiden)

## Werke
- Beschrijving van twee vrouwenbekkens uit den Oost-Indischen Archipel. Leiden 1862 (books.google.de).
- De hooge oorsprong der arteria profunda femoris. In: Ned. Tijdschrift voor Geneeskunde. 1865, II, blz. 241.
- Het gewicht eener doelmatige ontleedkundige techniek. Leiden 1866.
- Recherches sur la forme du bassin des femmes javanaises. In: Archives Néerlandaises. 1866, T. 1, S. 328.
- Untersuchungen ueber die Form des Beckens javanischer Frauen. In: Natuurkundige Verhandelingen. Holländischen Gesellschaft der Wissenschaften in Haarlem, 1866, Deel XXIV, (books.google.de).
- Aankondiging van J.L. Dusseau's Beknopt handboek der systematische ontleedkunde van den mensch. In: Ned. Tijdschrift voor Geneeskunde. 1867, I, blz. 314.
- Aankondiging van W. His' Untersuchungen ueber die erste Anlage des Wirbelthierleibes. In: Ned. Tijdschrift voor Geneeskunde. 1869, I, blz. 120.
- Aankondiging van Chr. Aeby's Der Bau des menschlichen Körpers u.s.w. In: Ned. Tijdschrift voor Geneeskunde. 1871, I, blz. 154.
- Observations anatomiques. In: Archives Néerland. 1872, T. VII, S. 449.
- Sur l'architecture des os de l'homme. In: Archives Néerlandaises. 1873, T. VIII, S. 264.
- Over scaphocephale schedels. In: Ned. Tijdschrift voor Geneeskunde. 1874, II, blz. 1.
- De nieuwste onderzoekingen omtrent de architectuur en den groei der beenderen. In: Ned. Tijdschr. voor Geneesk. 1874, II, blz. 103.
- Sur la scaphocéphalie. In: Archives Néerland. 1874, Tom. IX, S. 259.
- Afwijking in de bogen der lendenwervels. In: Verslagen en Mededeelingen der Kon. Acad. van Wetenschappen. 1877, 2e reeks, Deel XI, blz. 232.
- Levensschets van Dr. J.A. Boogaard. In: Levensberichten van de Maatschappij der Nederl. Letterkunde. 1877–78, blz. 131.
- Levensbericht van Johannes Adrianus Boogaard. In: Jaarboek van de Kon. Acad. van Wetenschappen te Amsterdam. 1879, blz. 138.
- Geneeskunde en Maatschappij. Redevoering op den 306den jaardag der Leidsche Universiteit, 8 Febr. 1881, uitgesproken door den Rector Magnificus Dr. T. Zaaijer. In: Jaarboek der Rijks-Universiteit te Leiden. 1880–81. Leiden 1881 blz. 47.
- De lotgevallen der Leidsche Universiteit gedurende het studiejaar 1880-1881. Rede op den 20sten September 1881, bij het overdragen der waardigheid van Rector Magnificus uitgesproken door Dr. T. Zaaijer. In: Jaarboek der Rijks-Universiteit te Leiden, 1880-81. Leiden 1881, blz. 25.
- Rapport over een verhandeling van Dr. Max Weber, getiteld: Over Coalescentia Calcaneo-Navicularis, opgesteld met Dr. W. Koster. In: Verslagen en Mededeelingen der Kon. Acad. van Wetensch.. 1882,  2e reeks, Deel XVIII, blz. 118.
- Levensschets van Dr. Frederik Willem Krieger. In: Levensberichten van de Maatsch. der Nederlandsche Letterkunde, 1881-82. Leiden 1882, blz. 135
- Anthropologie: Beschrijvingen en afbeeldingen, afgietsels, schedels, geprepareerde hoofden, enz. In: Catalogus van de internationale Koloniale Tentoonstelling te Amsterdam, afd. Ned. Kol.. 1883, Gr. I, blz. 148.
- Rapport over een verhandeling van Dr. B. Hagen, getiteld: Ueber Körpergrösse und Wachsthumsverhältnisse der Süd-Chinesen, opgesteld met Dr. W. Koster. In: Verslagen en Mededeelingen der Kon. Acad. van Wetenschappen. Amsterdam 1884, 2e reeks, Deel XX, blz. 233.
- Das Verhalten der Leichen nach Arsenik-Vergiftung. In: Vierteljahrschrift für Gerichtliche Medizin. 1885, N.F., Band XLIV, S. 249.
- De toestand der lijken na Arsenicum-vergiftiging. Een geregtelijkgeneeskundige studie. Amsterdam 1885.
- Rapport over een adres van de H.H. Stokvis, Forster en Ruysch, opgesteld met de H.H. Mac Gillavry en Zeeman In: Verslagen en Mededeelingen der Kon. Acad. van Wetenschappen. 1886, 3e Reeks, Deel III, blz. 67.
- De l'état des cadavres après l'empoisonnement par l'arsénic. In: Archives Néerlandaises. 1886, Tom. XXI, S. 432.
- Abraham Everard Simon Thomas. In: Almanak van het Leidsche Studenten-corps voor 1888. blz. 345.
- De invloed van het drogen op de maten van het bekken. In: Nederl. Tijdschrift voor Verloskunde en Gynaecologie. 1889, Deel I, blz. 210.
- Rapport over een verhandeling van Dr. B. Hagen, getiteld: ‘Anthropologische Studien aus Insulinde’, opgesteld met Dr. C.A. Pekelharing. In: Verslagen en Mededeelingen der Kon. Acad. van Wetenschappen. 1889, 3e reeks, Deel VII, blz. 5.
- De uitslag der arts-examens in de jaren 1883/4-1888/9, met een uitslaande tabel. In: Ned. Tijdschrift voor Geneeskunde. 1890, II, blz. 415.
- 1866-1891. Toespraak tot mijne leerlingen, gehouden den 12den Maart 1891. Leiden 1891.
- Uitgebreide verscheuring der hersenen zonder fractuur der schedelbeenderen. In:  Ned. Tijdschr. voor Geneeskunde. 1893, I, blz. 181.
- Ausgedehnte Gehirnruptur ohne Schädelknochenfractur. In: Vierteljahrschrift für Gerichtliche Medizin. 1893, 3. Folge, VI, S. 2.
- Der Sulcus praeauricularis ossis ilei. In: Verhandelingen der Kon. Acad. van Wetenschappen te Amsterdam. zweite Section, Teil I, Nr. 8. Amsterdam 1893.
- Sur le sillon préauriculaire de l'ilion. In: Archives Néerlandaises. 1893, T. XXVII, S. 413.
- Die Persistenz der Synchondrosis condylo-squamosa am Hinterhauptsbeine des Menschen und der Säugethiere. Vorläufige Mitteilung mit 4 Abbildungen. In: Anatomischer Anzeiger. 1894, IX. Bd., Nr. 11, S. 337.
- Seltene Abweichung, (Schlingenbildung um die vena cruralis) der Arteria profunda femoris. In: Anatom. Anzeiger. 1894, IX. Bd., Nr. 16, S. 502.
- Joseph Hyrtl. Toespraak bij de opening der academische lessen op den 15den October 1894. In: Ned. Tijdschrift voor Geneeskunde. 1894, II, S. 705.
- Sur la persistance de la synchondrose condylo-écailleuse dans l'os occipital de l'homme et des mammifères. In: Archives Néerlandaises. 1894, T. XXVIII, S. 411.
- Verslag van de Heeren Zaaijer en Fockema Andreae, als antwoord op een vraag van den Belgischen gezant, nopens hier te lande uitgeschreven prijsvragen. In: Verslag van de gewone vergadering der wis- en natuurkundige afdeeling van de Kon. Acad. van Wetenschappen, van 25 Maart 1899. 1899.
- Levensbericht van D.E. Siegenbeek van Heukelom. In: Levensberichten van de Maatsch. der Ned. Letterkunde, 1900-01. Leiden 1901, blz. 18.